# Corpus Iuris Canonici

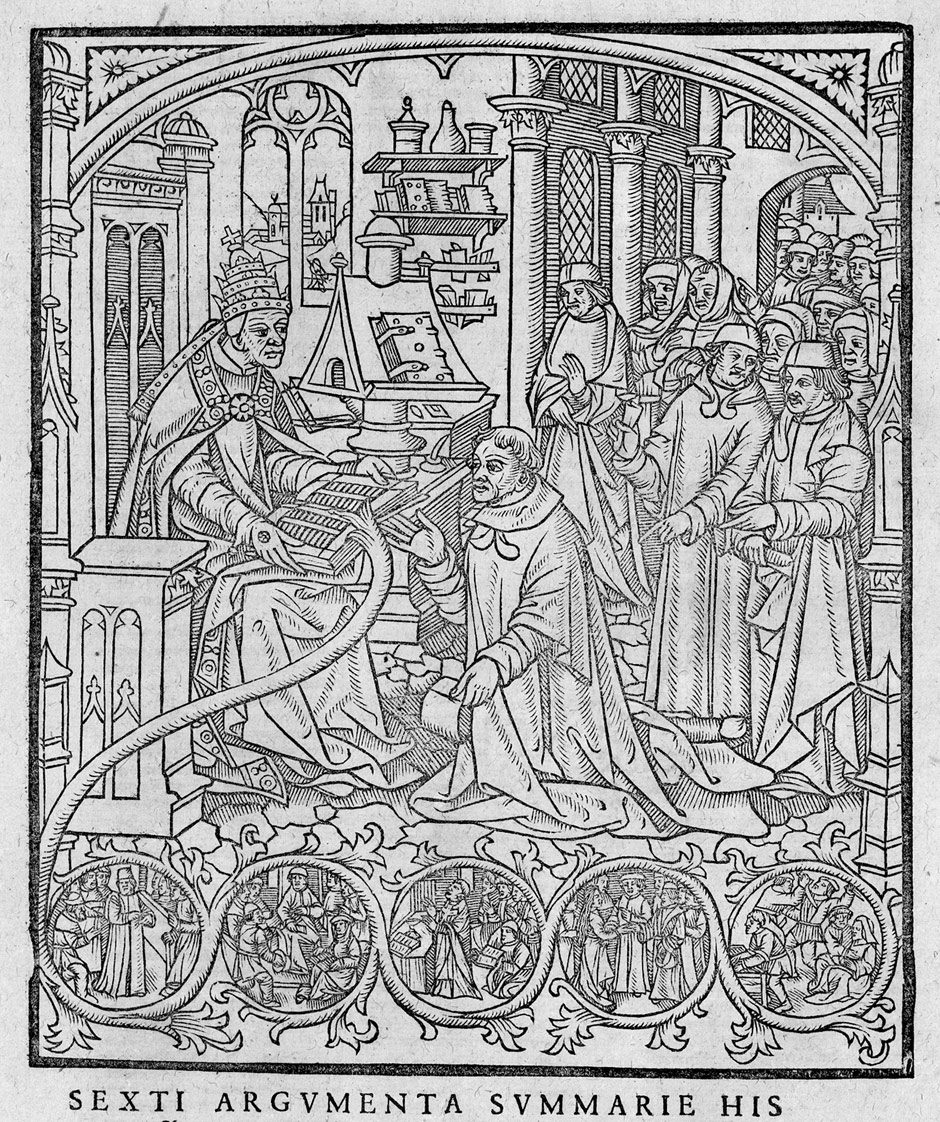
Der Papst hört Bittsteller und entscheidet Rechtsfragen.
Holzschnitt aus einer Ausgabe des Liber Sextus, Antwerpen 1573

Das Corpus Iuris Canonici (CorpIC, C.I.C. oder CICan), auch Corpus iuris canonici, lateinisch für „Korpus des kanonischen Rechts“ (von ius canonicum „kanonisches Gesetz“, „Kirchenrecht“), ist eine Sammlung von Rechtsnormen der lateinischen Kirche (vorreformatorische Westkirche), die von Kanonisten im Mittelalter aus verschiedenen Rechtsquellen zusammengetragen wurde und kurz nach der Reformation ihre vorläufige Endgestalt erreichte.

## Aufbau
Das CorpIC besteht aus sechs Rechtssammlungen:
- Decretum Gratiani (rechtsvergleichende Kompilation von Kirchengesetzen, traditionell Gratian zugeschrieben), meist einfach als das Decretum zitiert, um 1140[2]
- Decretales Gregorii IX., „Dekretalen Gregors IX.“ oder Liber Extra genannt, 1234 (Abkürzung: X)
- Liber Sextus Bonifacii, „Liber Sextus Bonifaz’ VIII.“, 1298 (Abkürzung: VI)
- Clementinae, „Clementinen“ oder „Klementinen“ (nach Papst Clemens V.) genannt, 1314 (Abkürzung: Clem.)
- Extravagantes Johannis XXII, „Extravaganten Johannes’ XXII.“, 1325 (Abkürzung: Extrav. Jo. XXII)
- Extravagantes communes, auch „gemeine Extravaganten“ (Abkürzung: Extrav. comm.)

Diese Quellen wurden in der Frühneuzeit zunehmend als ein zusammengehörender Rechtstext wahrgenommen. Als gemeinsamer Name setzte sich ab Ende des 15. Jahrhunderts die Bezeichnung Corpus iuris canonici durch, die von den Druckern in Anlehnung an den Titel des bekannteren Gesetzeskorpus (Corpus iuris) Kaiser Justinians aus dem 6. Jahrhundert gebildet worden war, das seit Dionysius Gothofredus zur besseren Unterscheidung auch als Corpus iuris civilis bezeichnet wird. Von den üblichen sechs Büchern des kirchenrechtlichen Korpus waren einige von Päpsten offiziell erlassene Dekretalenausgaben (Liber Extra, Liber Sextus, Clementinen), die anderen Sammlungen hatten ursprünglich keinen offiziellen Charakter (Decretum Gratians, Extravaganten), sondern waren akademische Zusammenstellungen zu Lehr- und Forschungszwecken. Im 15. und 16. Jahrhundert wurden mehr als 200 Ausgaben des Corpus Iuris Canonici gedruckt.
Die maßgebliche römische Ausgabe erschien 1582 unter Papst Gregor XIII. Mit der Promulgation des Codex Iuris Canonici, der ersten Kodifikation des kanonischen Rechts, im Mai 1917 wurde das Corpus Iuris Canonici als Rechtsquelle für das römisch-katholische Kirchenrecht obsolet und als geltendes Recht außer Kraft gesetzt.

## Geschichte
Die Kirchengerichte hatten weitreichende Zuständigkeiten. Aus diesen Zuständigkeiten bildeten sich zahlreiche Teilgebiete des kanonischen Rechtes und aufgrund dieser Praxisbezogenheit und des Umstandes, dass es zunächst nicht von Akademikern ausgearbeitet wurde, galt das kanonische Recht als weniger abstrakt. Nach der Einschätzung von Harold Berman orientierte sich das Recht zu dieser Zeit an den Anforderungen des Prozesses. Nach Gratian entwickelte sich das kanonische Recht mehr zu einer von Akademikern beeinflussten Rechtsordnung.

### Decretum Gratiani
Am Anfang des Corpus Iuris Canonici stand das Decretum Gratiani (um 1140), ein Werk des Kirchenrechtlers Gratian, das er selbst Concordantia discordantium canonum nannte (frei übersetzt „das Werk, das die widersprüchlichen Kirchenrechtsquellen in Übereinstimmung bringt“). Schon der Titel zeigt Gratians Ziel, Ordnung in die unübersichtliche Vielzahl an verschiedenen, sich teils widersprechenden kirchenrechtlichen Bestimmungen zu bringen. Gratian gliederte seine Rechtssammlung nach inhaltlichen Gesichtspunkten, ordnete ihnen die verschiedenen bestehenden Kirchenrechtsquellen wie Konzilsbeschlüsse und Papsterlasse systematisch zu und erklärte, wie die Rechtsquellen miteinander zusammenhängen. Dadurch schuf er eine gut handhabbare Rechtssammlung, die das Kirchenrecht wesentlich übersichtlicher machte.
Vor Gratian gab es auch schon andere Kirchenrechtssammlungen, zum Beispiel den Pseudoisidor und die Sammlungen von Burchard von Worms und Ivo von Chartres. Allerdings war die Sammlung Gratians besser als die anderen Sammlungen, sodass das Decretum Gratiani bald alle anderen Kirchenrechtssammlungen verdrängte und diejenige Kirchenrechtssammlung wurde, die von allen Juristen angewandt wurde. Bald auch begannen Glossatoren das Decretum Gratiani wissenschaftlich zu bearbeiten.

### Compilationes Antiquae
In der Zeit nach Gratian fand in der Kirche ein Organisationswandel statt. Das Kirchenrecht war in der Spätantike und im frühen Mittelalter vor allem durch Bischofsversammlungen, die Konzilien, geschaffen worden (siehe auch Canones). Seit dem Hochmittelalter hatten aber die Päpste innerkirchlich so viel Macht erlangt, dass nun hauptsächlich sie die Rechtsetzung durchführten.
Die Weiterentwicklungen des Kirchenrechts nach Gratian sowie die immer wichtiger werdenden Dekretalen (päpstliche Rechtssprüche) wurden in fünf neuen Gesetzbüchern, den sogenannten Compilationes Antiquae, festgehalten:
- Breviarium extravagantium (Dekretalen 1187–1191), verfasst von Bernhard von Pavia
- Compilatio secunda, auch Decretales mediæ (Dekretalen 1191–1198), verfasst von Johann von Wales
- Compilatio tertia (Dekretalen 1198–1210), verfasst von Collivacinus von Benevent im Auftrag Innozenz III.
- Compilatio quarta (Dekretalen 1210–1215 und Ergebnisse des 4. Laterankonzils 1215), anonym
- Compilatio quinta, verfasst im Auftrag Honorius III.

### Liber Extra
Um 1230 beauftragte Papst Gregor IX. den Dominikaner Raymund von Peñafort mit einer Sammlung des gesamten bisherigen Kirchenrechts, die die bisherigen Sammlungen ersetzen sollte. 1234 erschien seine in fünf Bücher gegliederte Sammlung, die mit fast 2000 Dekretalen das seit dem Decretum Gratiani neu geschaffene Recht enthielt.  Die neue unbetitelte Sammlung wurde als Decretales Gregorii IX, manchmal auch in Anklang an die fünf früheren Sammlungen als Compilatio Sexta, meist jedoch als Collectio seu liber extra oder einfach Liber Extra bezeichnet.

### Weitere Ergänzungen
Das nach dem Liber Extra entstandene neue Recht veröffentlichte Papst Bonifaz VIII. 1298 im Liber Sextus (Das sechste Buch), das als Ergänzung der fünf Bücher des Liber Extra konzipiert war und das dessen Gliederung übernahm.
Wie der Liber Extra und der Liber Sextus versammeln auch die ergänzenden Clementinen (1317) und die Extravaganten (1325–1327) hauptsächlich päpstliche Rechtssprüche (Dekretalen).

### Bearbeitungen
Alle Bücher des Corpus Iuris Canonici wurden durch Glossatoren und Kommentatoren wissenschaftlich bearbeitet.
Das Corpus Iuris Canonici wurde im 16. Jahrhundert durch die sogenannten Correctores Romani einer amtlichen Bearbeitung unterzogen und 1582 neu veröffentlicht. Erst 1917 wurde es vom Codex Iuris Canonici abgelöst.